# Алюмошпинели
Алюмошпинели — группа минералов из семейства шпинелей с общей формулой {\displaystyle {\ce {MA2O4}}}где {\displaystyle {\ce {M}}}— двухвалентный или трехвалентный химический элемент; {\displaystyle {\ce {A}}}— {\displaystyle {\ce {Al}}}.
В алюмошпинелях широко проявляется изоморфное замещение среди двухвалентных элементов. Замещение среди трехвалентных элементов сближает алюмошпинели с феррошпинелями и хромшпинелями. Выделение различных алюмошпинелей носит условный характер, так как в природе чистые члены почти не встречаются; наблюдаются члены изоморфных рядов, состав которых характеризует переходы между разновидностями и группами. Поэтому названия и границы отдельных видов и разновидностей трактуются неодинаково, особенно для алюмошпинелей промежуточного состава. Физические свойства, значения показателей преломления и параметры элементарной ячейки связаны линейной зависимостью с химическим составом алюмошпинелей.